# Chaydaia
Chaydaia es un género de plantas de la familia Rhamnaceae. Es originario del Caribe.

## Taxonomía
Chaydaia fue descrito por Charles-Joseph Marie Pitard-Briau y publicado en Flore Générale de l'Indo-Chine 1: 925, en el año 1912. La especie tipo es: Chaydaia tonkinensis Pit. 

## Especies
- Chaydaia rubrinervis (H.Lév.) C.Y.Wu
- Chaydaia tonkinensis Pit.